# Donald C. MacDonald
Pour les articles homonymes, voir MacDonald.
Donald Cameron MacDonald  (7 décembre 1913-8 mars 2008) est un homme politique provincial canadien de l'Ontario. Député de York-Sud dans la région de Toronto, il devient chef du Co-operative Commonwealth Federation  en 1953 et le demeura lorsque celui-ci devient le Nouveau Parti démocratique de l'Ontario jusqu'en 1970.

## Biographie
Né à Cranbrook en Colombie-Britannique, il déménage ensuite avec sa famille à Tullochgorum, aujourd'hui Ormstown au Québec. En 1923, il complète un baccalauréat et une maîtrise à la Université Queen's de Kingston.
Partisan conservateur durant sa jeunesse, il devient social-démocrate à la lumière des problèmes sociaux causés par la Grande Dépression. Travaillant ensuite comme enseignant et journaliste, il travailla entre autres pour la Montreal Gazette durant les années 1930.

## Forces armées
Il sert dans la Marine royale canadienne lors de la Seconde Guerre mondiale en 1942 en tant que secrétaire du comité du service de renseignement et dont la responsabilité était de transmettre la position des sous-marins ennemis à l'Aviation royale canadienne. Il sera ensuite éditeur du magazine militaire Canadian Digest, ainsi que l'invité de Serviceman's Forum diffusé par la CBC et la BBC

## Politique
MacDonald joint le CCF en 1942 pendant qu'il servait à Ottawa et l'exécutif national en tant qu'organisateur du parti en 1946. Candidat du CCF dans la circonscription britanno-colombienne de Kootenay-Est en 1953, mais sera défait par le libéral James Byrne (en).
Plus tard en 1953, il est encouragé à se présenter à la course à la chefferie du CCF ontarien et la remporte contre Fred Young (en) et Andrew Brewin.

### Chef de parti
Devenu chef dans un contexte de Guerre froide et à l'apogée du maccarthysme, le socialisme du CCF était vu avec suspicion. Néanmoins, le CCF avait déjà pris le pouvoir en Ontario en 1943, mais au moment de sa prise de contrôle, le parti ne comptait que deux sièges à l'Assemblée législative. Élu en 1955 dans York-Sud, MacDonald devient rapidement l'un des députés les plus volubile en chambre. Durant cette période, il milite entre autres sur la réforme des prisons et sur un programme universel de soin de santé. Considéré comme la principale opposition au gouvernement progressiste-conservateur de Leslie Frost, ses interventions durant le scandale de la Northern Ontario Natural Gas conduisent à la démission de trois ministres du cabinet Frost.
Réélu en 1959, portant à 5 le nombre de députés, le CCF devient le Nouveau Parti démocratique à l'instar du parti fédéral en 1961. MacDonald étant reconduit comme chef, le parti monte à 9 sièges en 1963.
La population ontarienne devenant de plus en plus urbaine et les problèmes sociaux plus populaire dans les préoccupations des gens, le NPD passe de 9 à 20 sièges en 1967. Ces succès exerçant une pression accrue sur la chefferie du parti, MacDonald est défié sans succès par Jim Renwick en 1968.
En 1970, le député de Scarborough-Ouest, Stephen Lewis mobilise le soutien du syndicat des employés de l'acier dans lequel son père, David Lewis, agissait à titre de représentant. Dans le but d'éviter une division du parti, MacDonald décide de ne pas se représenter comme chef et Lewis lui succède après avoir défait le député de Peterborough, Walter Pitman lors de la course à la chefferie.

### Hors de la chefferie
Officiellement neutre lors de la course à la chefferie de 1970, il encourage tacitement Pitman. MacDonald reconnaîtra ensuite être sceptique face à la jeunesse de Lewis lors de cette course que celle-ci convenait aux Progressiste-conservateurs pour les prochaines élections puisque ceux-ci pourront alors rallier le milieu des affaires contre un NPD maintenant radicalement plus à gauche. Ce faisant, aucun gain de siège n'est réalisé en 1971. De l'avis de MacDonald, les positions plus modérées et moins stridentes de Lewis en 1975 permirent au NPD d'élire suffisamment de députés pour devenir l'Opposition officielle.
Au niveau fédéral, MacDonald assiste à la course à la chefferie de 1971 (en) et se présente comme président du parti. Cependant, un groupe d'activiste de la nouvelle gauche surnommé The Waffle (en) présente une féroce opposition à MacDonald et contre les membres de l'estalishment. Néanmoins, MacDonald est élu président du parti contre Carol Gudmundson du Waffle de Saskatoon.

## Retraite de la vie politique
MacDonald supporte sans succès Ian Deans pour remplacer Lewis à la chefferie en 1978, mais ce dernier dû s'incliner face à Michael Cassidy. Cassidy démissionnant de la chefferie en 1982, MacDonald supporte  Bob Rae qui sera élu chef. Il décide alors de quitter la législature pour permettre à Rae de faire son entrée en chambre la même année.
MacDonald sert ensuite comme président du caucus du NPD de 1982 à 1985 et comme président de la Commission des finances d'Élections Ontario de 1986 à 1994. Entre-temps, il publie son autobiographie Happy Warrior: Political Memoirs en 1988 et une seconde édition en 1998 pour ajouter les années du gouvernement Rae, le premier gouvernement néo-démocrate de l'Ontario.
Il devient membre de l'Ordre du Canada en 2003 en plus d'être membre de l'Ordre de l'Ontario.
MacDonald meurt d'une crise cardiaque à l'Hôpital Mount Sinai (en) de Toronto à l'âge de 94 ans.